# Dierk Starnitzke
Dierk Starnitzke (* 1961 in Kleinenbremen) ist ein deutscher evangelischer Theologe.

## Leben
Starnitzke legte am Mindener Besselgymnasium das Abitur ab und studierte danach Evangelische Theologie. An der Kirchlichen Hochschule Bethel wurde er promoviert. Im Jahr 2003 habilitierte er sich im Fach Neues Testament. 2009 wurde er als außerplanmäßiger Professor an die Kirchliche Hochschule Wuppertal/Bethel – Hochschule für Kirche und Diakonie berufen, wo er Diakoniemanagement und Neues Testament lehrt. Seit 2006 ist er Theologischer Vorstand der Diakonischen Stiftung Wittekindshof.

## Publikationen
- Diakonie als soziales System. Eine theologische Grundlegung diakonischer Arbeit in Auseinandersetzung mit Niklas Luhmann. Stuttgart 1996 (zugleich Dissertation an der Kirchlichen Hochschule Bethel).
- Die Struktur paulinischen Denkens im Römerbrief. Eine linguistisch-logische Untersuchung; Beiträge zur Wissenschaft vom Alten und Neuen Testament (= BWANT 163). Stuttgart 2004 (zugleich Habilitationsschrift an der Kirchlichen Hochschule Bethel).
- Diakonie in biblischer Orientierung. Biblische Analysen – Ethische Konkretionen – Diakonisches Leitungshandeln. Stuttgart 2011.
  - überarbeitete portugiesische Fassung: Diaconia. Fundamentação bíblica – Concretizações éticas. São Leopoldo/Brasilien 2013.[1]